# Noyelles-sous-Bellonne
Noyelles-sous-Bellonne és un municipi francès situat al departament del Pas de Calais i a la regió dels Alts de França. L'any 2007 tenia 718 habitants.

## Demografia

### Població
El 2007 la població de fet de Noyelles-sous-Bellonne era de 718 persones. Hi havia 243 famílies de les quals 32 eren unipersonals (12 homes vivint sols i 20 dones vivint soles), 61 parelles sense fills, 134 parelles amb fills i 16 famílies monoparentals amb fills.
La població ha evolucionat segons el següent gràfic:
Habitants censats

### Habitatges
El 2007 hi havia 255 habitatges, 246 eren l'habitatge principal de la família i 9 estaven desocupats. 253 eren cases i 1 era un apartament. Dels 246 habitatges principals, 227 estaven ocupats pels seus propietaris, 17 estaven llogats i ocupats pels llogaters i 2 estaven cedits a títol gratuït; 27 tenien tres cambres, 51 en tenien quatre i 168 en tenien cinc o més. 211 habitatges disposaven pel capbaix d'una plaça de pàrquing. A 78 habitatges hi havia un automòbil i a 154 n'hi havia dos o més.

### Piràmide de població
La piràmide de població per edats i sexe el 2009 era:
| Homes | Edats   | Dones |
| ----- | ------- | ----- |
| 0     | 95 o +  | 0     |
| 0     | 90 a 94 | 0     |
| 0     | 85 a 89 | 0     |
| 0     | 80 a 84 | 0     |
| 8     | 75 a 79 | 20    |
| 8     | 70 a 74 | 4     |
| 12    | 65 a 69 | 8     |
| 8     | 60 a 64 | 8     |
| 4     | 55 a 59 | 8     |
| 4     | 50 a 54 | 16    |
| 24    | 45 a 49 | 12    |
| 56    | 40 a 44 | 40    |
| 12    | 35 a 39 | 20    |
| 20    | 30 a 34 | 32    |
| 16    | 25 a 29 | 20    |
| 12    | 20 a 24 | 8     |
| 32    | 15 a 19 | 24    |
| 48    | 10 a 14 | 28    |
| 28    | 5 a 9   | 20    |
| 8     | 0 a 4   | 20    |

## Economia
El 2007 la població en edat de treballar era de 490 persones, 388 eren actives i 102 eren inactives. De les 388 persones actives 357 estaven ocupades (197 homes i 160 dones) i 31 estaven aturades (12 homes i 19 dones). De les 102 persones inactives 13 estaven jubilades, 45 estaven estudiant i 44 estaven classificades com a «altres inactius».

### Ingressos
El 2009 a Noyelles-sous-Bellonne hi havia 269 unitats fiscals que integraven 819,5 persones, la mediana anual d'ingressos fiscals per persona era de 21.239 €.

### Activitats econòmiques
Dels 9 establiments que hi havia el 2007, 1 era d'una empresa de construcció, 1 d'una empresa de comerç i reparació d'automòbils, 1 d'una empresa d'hostatgeria i restauració, 1 d'una empresa financera, 2 d'empreses immobiliàries, 2 d'empreses de serveis i 1 d'una entitat de l'administració pública.
Dels 2 establiments de servei als particulars que hi havia el 2009, 1 era un electricista i 1 agència immobiliària.
L'any 2000 a Noyelles-sous-Bellonne hi havia 10 explotacions agrícoles que ocupaven un total de 444 hectàrees.

## Equipaments sanitaris i escolars
El 2009 hi havia una escola elemental.

## Poblacions més properes
El següent diagrama mostra les poblacions més properes.